# Paul Rassinier
 (mars 2013).
Paul Rassinier, né le 18 mars 1906 à Bermont (Territoire de Belfort) et mort le 18 juillet 1967 à Asnières-sur-Seine (Hauts-de-Seine), est un instituteur et homme politique français, initialement engagé à gauche, devenu après la Seconde Guerre mondiale proche de l'extrême droite et un des fondateurs du négationnisme en France avec Maurice Bardèche. Il est notamment l'un des inspirateurs de Robert Faurisson.
D'abord communiste, puis socialiste, il choisit durant les années 1930 l'option pacifiste de Paul Faure. Il entre cependant dans la Résistance où, en raison de ses convictions pacifistes, il ne participe pas à la lutte armée. Il est arrêté le 30 octobre 1943 par le Sicherheitsdienst (SD). Les coups subis lors de son interrogatoire, qui dure 21 jours, lui valent une mâchoire brisée, une main écrasée et la perte d'un rein. En janvier 1944, il est déporté vers le camp de concentration de Buchenwald d'où il est envoyé à Dora-Mittelbau.
Après la guerre, il est brièvement député SFIO de Belfort (1946), puis voulant témoigner de son expérience concentrationnaire, il se rapproche progressivement des milieux d'extrême droite, notamment de Maurice Bardèche, et devient en quelques années un des principaux représentants du négationnisme en France, tout en restant lié jusqu'à sa mort aux milieux pacifistes et anarchistes.
Paul Rassinier a donné à plusieurs reprises des informations autobiographiques erronées, à propos, en particulier, de ses activités de résistant et de sa déportation. Une partie de ces éléments biographiques a été d'abord acceptée par les historiens (par exemple, Pierre Vidal-Naquet, dans Les Assassins de la mémoire, admettait la validité de ses descriptions de la vie dans les camps, tout en condamnant les propos négationnistes) ; ils ont également été repris par les négationnistes.

## Biographie

### Enfance

#### Famille
Il est le fils de Joseph Rassinier (1878-1942) et de son épouse Julie Clerc (1880-après 1967), tous deux issus de familles de petits paysans de la région de Belfort.
Joseph Rassinier, originaire de Charmois, étudie jusqu'au brevet élémentaire ; en 1899, il s'engage dans l'armée et est envoyé au Tonkin pour trois ans. En 1905, il épouse Julie Clerc, originaire de Froidefontaine, mais élevée par un parent, meunier à Bermont, qui lui a légué quelques biens à sa mort, origine d'un conflit avec la famille plus proche. Un grand-oncle, Jules Clerc, est instituteur en 1875 et a même écrit une Grammaire française.

#### Le Territoire de Belfort
À cette époque, ce n'est pas un département de plein droit, mais un territoire détaché depuis 1871 du département du Haut-Rhin, en attendant le retour à la France de l'Alsace-Lorraine annexée par l'Allemagne. Il est fortement marqué par les suites de la guerre de 1870 : de nombreux Alsaciens ayant opté pour la France y sont présents. Une industrie dirigée par des entrepreneurs venus de Mulhouse (notamment Jacques Dreyfus, frère d'Alfred) s'y développe. Le territoire est en outre marqué par une très forte militarisation (six régiments stationnent à Belfort en 1914 et de nombreux forts ont été construits pour protéger la trouée de Belfort). Enfin, une forte exaltation patriotique s'exprime dans la population, notamment lors des cérémonies du 14 juillet, où sont présents des Alsaciens du Reichsland.
La ville s'étant considérablement développée depuis 1871, la circonscription électorale jusque-là unique est divisée en deux pour les élections législatives de mai 1914 : Belfort-campagne élit le conservateur Armand Viellard, Belfort-ville le radical Charles Schneider, maire de Belfort depuis 1894, mais qui a eu besoin au deuxième tour des voix des électeurs socialistes, dont le leader est le jeune Louis Oscar Frossard, instituteur.

#### Un père militant
Issu d'une famille catholique conservatrice, Joseph Rassinier le reste jusqu'à la Première Guerre mondiale. Il écrit notamment des articles polémiques (contre les radicaux) dans les journaux La Croix de Belfort et L'Alsace. Mais, alors que les Rassinier sont des notables à Charmois, lui-même est tenu à l'écart des instances municipales de Bermont par les notables locaux, les familles Guerné et Bermont.
En 1914, vu son âge et sa situation de famille (trois enfants), il est mobilisé au 42e Régiment Territorial, stationné dans le Territoire de Belfort, secteur du front peu actif pendant toute la guerre. Il subit quelques périodes de mise aux arrêts.
Son comportement politique change à son retour : il abandonne la pratique religieuse et se montre même parfois anticlérical ; il se rallie à la gauche, et, Frossard devenu secrétaire national de la SFIO ayant joué un rôle essentiel dans la création du Parti communiste en 1920, dont il devient le leader, Rassinier se présente en 1922 sur la liste communiste aux élections cantonales et réussit à être élu.
Le 1er janvier 1923, Frossard démissionne de son poste et quitte le PC, emmenant la plus grande partie de la fédération communiste du Territoire, notamment Rassinier qui prend l'étiquette SFIO ; par la suite, il a un comportement d'élu peu sectaire, ce qui lui permet d'être réélu jusqu'à son décès ; il est alors vice-président du Conseil général du Territoire de Belfort. Cette réussite politique départementale lui permet même de devenir conseiller municipal à Bermont.

#### Formation
Après ses études primaires à Bermont de 1912 à 1919, Paul Rassinier, pourvu du certificat d'études, entre à l'école primaire supérieure de Luxeuil-les-Bains (octobre 1919). En 1922, il échoue aux concours des Écoles normales d'instituteurs de Vesoul (Haute-Saône) et de Chaumont (Haute-Marne) ; il est admis à celle de Belfort en octobre 1923.

### Le Parti communiste (1923-1932)

#### L'élève-maître et l'appelé communiste (1923-1928)
Paul Rassinier adhère au Parti communiste à la fin de 1923 ou en 1924 (à 17 ans). Ce parti est en train de subir le processus à l'origine du départ de Frossard, la « bolchévisation », le rejet des traditions du socialisme français, notamment celui de Jaurès (soutien à la République, etc.) ; les militants restés communistes sont, comme Paul Rassinier, des adhérents jeunes et récents, capables de soutenir une ligne politique dure. Nadine Fresco pense que Rassinier, pourvu en 1924 d'un niveau de formation limité, a été marqué par celle qu'il a reçue durant ces années dans le cadre du Parti, en particulier à travers la lecture de L'Humanité, puis comme rédacteur du Semeur à partir de 1929.
En 1926, il termine l'école normale à un rang médiocre et échoue en juin au brevet supérieur (il l'obtient en novembre). Il est cependant affecté à l'école primaire de Valdoie, grâce à une intervention de son oncle Émile Rassinier, maire de Charmois, auprès d'André Tardieu, élu député de Belfort-campagne au début de l'année. Ce coup de piston (dont il n'est pas responsable) est utilisé contre Tardieu par le journal radical La Frontière (octobre 1926) et est à l'origine du premier article publié par Paul Rassinier dans Le Semeur (décembre 1926).
Le 1er décembre 1926, il part pour quinze mois au Maroc faire son service militaire, peu après la fin de la guerre du Rif ; il est affecté au 15e Régiment de tirailleurs algériens, stationné à Fès, sans doute pour l'empêcher de faire de la propagande antimilitariste, comme le Parti en donne la consigne à l'époque. Il ne semble pas qu'il se soit fait remarquer de ses supérieurs. Il rentre en avril 1928, en « permission libérable » pour deux mois.

#### L'instituteur et militant communiste (1928-1932)
Affecté dès avril 1928 à l'école de Lepuix près de Delle (actuelle Lepuix-Neuf), il épouse la fille d'un artisan du village, sans profession, d'où une certaine gêne matérielle. La mort d'un enfant né en 1931 aboutit à l'échec de ce mariage (le divorce sera prononcé en 1934). En 1929, il fait une demande d'affectation coloniale, qui est refusée. Mais, à la rentrée 1929, il est nommé à Belfort à l'école de garçons du faubourg Montbéliard.
À ce moment, le Parti communiste a opté, sous la pression de l'Internationale, pour la ligne « classe contre classe » qui aboutit à une chute des effectifs et aux défaites électorales en 1928 et 1932. Dès 1929, Paul Rassinier devient secrétaire du « rayon » de Belfort, mais les adhérents sont seulement quelques dizaines et nombre de « cellules » (d'entreprise) sont moribondes. En avril 1930, arrive à Belfort un responsable d'assez haut rang (du PC et de la CGTU), mais en disgrâce, Henri Jacob.
Après son article de 1926, Paul Rassinier collabore seulement à partir de mars 1930 au Semeur, journal de la Fédération du Territoire de Belfort, dont il prétendra en 1946 avoir été un des fondateurs puis le rédacteur en chef.
Il milite par ailleurs à la Fédération unitaire, syndicat enseignant de la CGTU, dont l'organe est L'École émancipée. Il fait partie du réseau des instituteurs pacifistes de L'École émancipée.
En 1931, il devient trésorier de l'Union régionale des syndicats CGTU du Territoire de Belfort, Henri Jacob en étant le secrétaire.

#### L'année 1931
L'année 1931 est marquée par une crise grave du PCF : l'affaire Barbé-Célor, qui permet à Maurice Thorez d'émerger comme le nouveau leader, aux côtés de Jacques Doriot. Le rayon de Belfort va subir le contrecoup de ces opérations au sommet.
À la fin de 1931, Lucien Carré, secrétaire des Jeunesses communistes de Belfort et militant antimilitariste condamné en 1927-1928, est envoyé faire son service militaire en Tunisie, au camp disciplinaire (« bagne ») de Méchéria. Sa situation suscite une campagne à l'échelle nationale. À Belfort, Henri Jacob et Paul Rassinier proposent aux socialistes, aux radicaux et à la Ligue des droits de l'homme de former un comité de défense commun en sa faveur. Un meeting commun a lieu, d'ailleurs sans lendemain.

### L'opposition communiste (1932-1934)

#### L'exclusion du Parti (avril 1932) et ses suites
Au début de 1932, les communistes belfortains envisagent la candidature de Jacob et Rassinier pour les élections législatives à venir. Ce choix est entériné par Maurice Thorez, mais peu après, le Bureau politique ayant eu vent de l'affaire Carré, condamne ce rapprochement avec des ennemis politiques, et exclut en même temps Henri Jacob (en l'accusant de toutes sortes de vices) et son acolyte, Paul Rassinier.
Jacob (et Rassinier) se présentent tout de même aux élections comme « communistes indépendants », avec le soutien de la majorité des militants locaux ; le candidat communiste officiel étant Armand Carré, père de Lucien. Ils obtiennent plus de voix que ce dernier. Un peu plus tard, Lucien Carré, libéré du service militaire, écrira dans Le Semeur des articles venimeux contre eux, bien qu'ils aient été exclus pour avoir essayé de l'aider.

#### La Fédération communiste de l'Est (1932) et les contacts avec Souvarine
Le groupe des communistes indépendants va alors se rapprocher d'un groupe « oppositionnel » d'instituteurs (Louis Renard, Jules Carrez, Marcel Ducret, Lucien Hérard), anciens communistes démissionnaires ou exclus (notamment par Rassinier dans le cas de Louis Renard). Ce groupe, structuré autour de la Coopérative ouvrière La Fraternelle de Valentigney (Doubs) a créé au début de 1932 la Fédération communiste indépendante du Doubs et un hebdomadaire, Le Travailleur. La FCID est elle-même en relation avec le groupe parisien de Boris Souvarine (exclu du PCF dès 1924, au début de la bolchévisation), le Cercle communiste démocratique. Malgré quelques réticences, le ralliement de Rassinier est accepté ; Henri Jacob entre aussi, mais son passé de haut dirigeant « bolchévisateur » entraîne son éviction en décembre.
En novembre 1932, la FCID devient la Fédération communiste indépendante de l'Est (Doubs, Jura, Haute-Saône, Territoire de Belfort). Paul Rassinier devient le principal responsable (administrateur et secrétaire de rédaction) du Travailleur, notamment parce que celui-ci est imprimé à Belfort. Le Travailleur publie des textes venant de Paris (Souvarine, Rosen, Colette Peignot) à côté d'articles de Rassinier, dont l'optique est plus locale. Il arrive à vendre 2 000 exemplaires (dont 800 abonnés), mais doit recourir à la publicité (par exemple pour le café-restaurant d'Henri Jacob à Belfort).

### Les années 1933-34
Elles sont marquées par l'arrivée au pouvoir de Hitler en Allemagne (30 janvier 1933) et en France par les événements du 6 février et les débuts du Front populaire.
En avril 1934, Paul Rassinier quitte la FCIE, abandonnant sans aucune concertation ses fonctions au Travailleur, que le groupe de Valentigney va être incapable de poursuivre sans lui.
En décembre 1934, il adhère à la SFIO et presque simultanément, se remarie, cette fois avec une institutrice, Jeanne (née en 1912).
À ce moment, il écrit pour La Révolution prolétarienne de Pierre Monatte un article sur l'histoire de la FCIE, qui est pour l'essentiel une attaque contre Boris Souvarine et le CCD ; la correspondance qui s'ensuit marque une dégradation des relations entre Souvarine et Monatte.

### La SFIO (à partir de décembre 1934)

#### Responsable en second de la SFIO de Belfort
À la SFIO, il devient rapidement l'adjoint du secrétaire fédéral, René Naegelen, et s'occupe particulièrement de l'hebdomadaire socialiste Germinal, qu'il faut relancer après une suspension de trois ans ; il contribue aussi à une publication créée par René Naegelen fin 1934 Le Territoire.
Aux élections législatives de juin 1936, il est candidat de la SFIO dans la 2e circonscription (Belfort-campagne) face au radical Pierre Dreyfus-Schmidt, maire de Belfort (depuis 1935), et à un candidat de droite ; celui-ci l'emporte largement, malgré le succès du Front populaire au niveau national, qui place Léon Blum à la tête du gouvernement (juin 1936).

#### L'option du «pacifisme intégral»
À cette époque, le pacifisme est devenu la principale idée politique de Paul Rassinier, suivie par l'anticommunisme : il se trouve donc dans l'orbite politique de Paul Faure, secrétaire général du parti depuis 1920, adversaire de Léon Blum, leader du groupe parlementaire, qui, à partir de 1935, commence à envisager comme sérieuse la menace hitlérienne, alors que les paul-fauristes considèrent qu'il s'agit de « bourrage de crâne » en vue d'une agression injustifiée de l'Allemagne (notamment après le pacte franco-soviétique de 1935 qui semble réitérer l'alliance franco-russe d'avant 1914).
Il approuve donc la non-intervention décidée par Blum au début de la guerre d'Espagne (dernier cas d'accord entre eux) et est catégoriquement « munichois » pendant la crise des Sudètes de 1938 ; en 1939, dans une lettre à Paul Faure, il attaque Blum, laissant transparaître un certain antisémitisme : « il y a un sentiment à peu près unanime, l'antisémitisme. Il y a un homme qui est rendu responsable de ce qui nous arrive, un homme, un seul : Léon Blum ».
Dans Le Territoire, il multiplie les appels à la négociation avec Hitler et Mussolini et demande la révision totale des traités de 1919 afin de redresser les torts commis à ce moment par les vainqueurs.

### La Seconde Guerre mondiale
Il est mobilisé le 7 septembre 1939 et stationne à Belfort, puis à Grenoble, où il est démobilisé après l'armistice, le 12 juillet 1940. Le Territoire de Belfort se trouvant dans la Zone interdite (où les Allemands contrôlent le retour des réfugiés de l'exode), il passe l'été dans l'Ain, jusqu'à ce qu'il soit autorisé à revenir à temps pour la rentrée, ce qui lui vaut la clémence du préfet de Vichy qui le maintient à son poste à la rentrée 1940, malgré ses activités politiques passées (dénoncées par le député de droite Courtot).

#### La période 1940-1942
Des témoignages d'après-guerre indiquent que Rassinier reste alors sur ses positions munichoises de 1938-39 : il est d'abord favorable à l'armistice, pensant qu'il faut s'entendre avec les Allemands.
La seule activité politique attestée pour la période juillet 1940-fin 1942 corrobore ce point de vue : il s'agit d'un article publié en mars 1942 dans Rouge et Bleu, revue créée par Charles Spinasse, ancien député et ministre socialiste de la tendance Paul Faure, passé à Vichy, sur une ligne nettement moins collaborationniste que Marcel Déat (la revue est d'ailleurs interdite fin 1942 à la suite d'une polémique entre Spinasse et Déat). Cet article est une interprétation très personnelle de la pensée de Péguy vers 1910 : « Ce normalien porté au socialisme et à la République par un cœur humain et ardent, en avait été éloigné par l'affaire Dreyfus et avait crié sa déception dans Notre Jeunesse » (en réalité, ce que dénonce Péguy dans Notre jeunesse, ce n'est pas « l'affaire Dreyfus », mais ce qu'il estime être la trahison de la « mystique » dreyfusarde par ceux qui ne font plus que de la « politique »). À partir de là, Rassinier arrive à la conclusion que la guerre de 1939 était une « guerre absurde », dans laquelle les Français sont entrés par soumission à l'esprit de parti, dénoncée en son temps par Péguy.

#### La Résistance (fin 1942-30 novembre 1943)

##### Les protagonistes
Dans le Territoire de Belfort, dans les années 1942-1944, les activités de résistance relèvent de trois mouvements : le Front national (autour du Parti communiste) ; le groupe du mouvement « Lorraine » (gaulliste) ; le groupe « Libération », créé par Léon Comte (officier en retraite) et Gaston Jeanmougin (enseignant à Besançon), par la suite lié à Libération-Nord.
Libération-Nord, créé par Christian Pineau en 1941 à partir du journal clandestin Libération, cherche à regrouper, au départ, des socialistes partisans de la ligne Blum, ainsi que des syndicalistes non communistes (y compris de la CFTC).
Parallèlement, intervient le groupe « Volontaires de la Liberté », créé en mai 1941 à Paris par des étudiants d'orientation socialisante (et pacifiste), notamment des khâgnes de Louis-le-Grand et d'Henri-IV (ils ne sont donc pas tous de Paris)  entrés par la suite dans la mouvance de Libération-Nord. Le groupe publie, pendant toute la guerre, un bulletin d'analyse politique pour le présent et l'avenir ; fin 1942, il a le projet d'un journal auquel il est prévu de donner pour titre La IVe République (ailleurs utilisé par la SFIO clandestine de la région Nord) et est donc à la recherche d'une personne compétente.
En ce qui concerne Rassinier, il a rencontré, de Libération-Nord, Henri Ribière, Robert Verdier et Jean Biondi ; des Volontaires de la liberté, il a rencontré Yves Allain et Pierre Cochery, et eu des contacts avec quelques autres.

##### Les sources
Outre les entretiens (axés sur Rassinier) que Nadine Fresco a pu avoir à la fin des années 1990 avec plusieurs des parties prenantes (notamment avec Robert Verdier), on dispose des témoignages recueillis en 1945-1947 par le Comité d'histoire de la Seconde Guerre mondiale (Robert Verdier y évoque pour le Territoire « Rassinier (déporté) puis Zengerlin, cheminot ».
On a aussi l'unique numéro publié de La IVe République (novembre 1943), ainsi que des éléments du second, dont deux articles écrits par Paul Rassinier où s'expriment son refus de l'action violente et ses préoccupations pour l'après-Libération.
Les archives publiques ou privées fournissent : les rapports officiels de la police au préfet et du préfet à Vichy ; des éléments de correspondance impliquant ou évoquant Rassinier. Nadine Fresco a trouvé un document particulièrement intéressant dans les archives du mouvement Libération-Nord : une lettre de Rassinier envoyée à Henri Ribière, datée du 1er novembre 1943 dans laquelle il propose une répartition des postes dans le Territoire à la Libération, demandant pour lui-même celui de « Commissaire à la République » ; lettre qui donne en clair les noms d'une dizaine de personnes impliquées dans des activités de résistance.

##### Les faits attestés
De l'ensemble des témoignages, il ressort que Rassinier n'est pas dans la Résistance avant la fin de 1942, ce qui est cohérent avec la publication de l'article de Rouge et Bleu.
Il rencontre Henri Ribière à Paris au début de 1943 ; Robert Verdier et Jean Biondi à Belfort un peu plus tard ; à partir de ce moment, il fait donc la liaison entre Libération-Nord et le groupe du Territoire.
En janvier 1943, il rencontre à Belfort un Volontaire de la liberté d'origine belfortaine, puis Yves Allain, en tournée dans l'Est. Par la suite les relations pour l'élaboration du journal se font par courrier ou par des rencontres, notamment avec Pierre Cochery. Le premier numéro de La IVe République, imprimé à Belfort, paraît le 1er novembre 1943.
Un témoignage d'après-guerre signale qu'il participait aussi à l'action du réseau « Bourgogne » (filière d'évasion).
Le 24 novembre, le commissaire de Belfort signale au préfet qu'une lettre (sans doute interceptée par le contrôle postal) envoyée de Paris à plusieurs personnes de Belfort, dont Rassinier, les menaçant de représailles pour leurs activités de résistance.
Un deuxième numéro du journal est élaboré en novembre, et pratiquement achevé à la fin du mois, mais ne paraît pas, car Paul Rassinier est arrêté (dans sa classe) le 30 novembre par un peloton de Feldgendarmes. Un autre témoignage d'après-guerre signale que peu de temps avant cette arrestation, Rassinier avait remis au témoin un lot de fausses cartes d'identité. Dans son rapport au préfet, le commissaire de Belfort suppose qu'il a été arrêté pour des activités de propagande ; le rapport du préfet à Vichy indique que les Allemands auraient trouvé des tracts dans son logement.
D'autres arrestations ont lieu dans cette période : par exemple celle de Léon Comte le 27 novembre (il meurt en 1944 en déportation).

#### Le problème du rôle de Rassinier dans la Résistance

##### Affirmations de Paul Rassinier
En 1946, au cours d'une campagne électorale, il écrit avoir été membre du réseau des Volontaires de la liberté dès juin 1941, c'est-à-dire depuis les origines ou quasiment.
En 1950, dans Le Mensonge d'Ulysse :

« [...] l'auteur fut parmi les fondateurs du Mouvement Libération-Nord en France, le fondateur du Journal clandestin La IVe République auquel les radios de Londres et d'Alger firent les honneurs en son temps, déporté de la Résistance (19 mois) à Buchenwald et Dora. Invalide à 100 % + 5 degrés des suites, il est titulaire de la carte de Résistant no 1.016.0070, de la médaille de vermeil de la Reconnaissance française et de la Rosette de la Résistance, qu'il ne porte d'ailleurs pas. »

Au cours du procès en diffamation de 1965 qui lui est intenté par Marie-Claude Vaillant-Couturier, communiste et ancienne déportée, il dit (27 octobre 1965) :

« [...] du 23 août 1939 au 21 juin 1941, j'ai été dans la résistance, personne ne le discute. »

Il attaque ici la plaignante sur le fait que, depuis le pacte germano-soviétique jusqu'à l'attaque de Hitler contre l'URSS, la ligne de l'Internationale communiste et du PCF, jusque-là « belliciste », a été alignée sur celle de Staline ; l'axe de la propagande était de dénoncer la guerre comme « impérialiste » et d'accepter (en gros) l'occupation allemande, tout en combattant Vichy.

##### Les mises au point actuelles
L'ensemble de ces affirmations est contredit par les historiens.
Selon le site Pratique de l’histoire et dévoiements négationnistes :

« La liste du premier comité directeur est fournie dans l'ouvrage de Marc Sadoun, Les socialistes sous l'occupation, Presses de la Fondation nationale des sciences politiques, 1982, p. 155. Dans toute la section (pages 154 à 164) consacré à Libération Nord, jamais le nom de Rassinier n'apparaît, ni à aucun autre endroit de l'ouvrage d'ailleurs. »

En ce qui concerne les Volontaires de la Liberté, son dossier de la Commission de la Résistance intérieure française, rempli par lui-même et Pierre Cochery, porte la mention « membre des Volontaires de la Liberté depuis janvier 1943 », et non juin 1941. Et il n'a pas été le fondateur de La IVe République, même si son rôle y a été important.
Rassinier est titulaire d'une carte de déporté résistant (no 1.016.0070), et non de résistant comme il l'affirme. Il a reçu la médaille de la Résistance, pas la Rosette de la Résistance. Son nom ne se trouve pas dans les listes d'attribution de la médaille de la Reconnaissance française du Journal Officiel entre janvier 1946 et novembre 1958.
Au total, il a été résistant, mais pas aussi précocement, ni à un niveau aussi important qu'il l'a dit par la suite.

#### La période de la déportation (1944-1945)
Il passe un mois et demi à la caserne Friedrich de Belfort, où il est torturé. Le 17 janvier 1944, il est transféré au camp de Compiègne et de là, déporté à Buchenwald (convoi du 27 au 29 janvier). Le 13 mars, il passe au camp de Dora, encore une annexe de Buchenwald ; il y arrive après l'achèvement des souterrains-usine. Le camp est libéré le 11 avril 1945 par l'armée américaine.

##### Les sources
Paul Rassinier a raconté sa vie dans les camps dans Le Passage de la ligne. Il est aussi cité dans quelques autres récits de déportés. Il a rempli un questionnaire de routine à son retour à Belfort en 1945, dont le contenu est parfois différent de celui du Passage. Plus récemment, Nadine Fresco a eu des entretiens avec d'anciens déportés de Buchenwald et Dora, qui remettent en cause certains points du livre de Rassinier.

##### Le point de vue général
En ce qui concerne les atrocités, Rassinier veut « rétablir la vérité » face aux témoignages antérieurs au sien : il a donc tendance à disculper les SS (qui selon lui ne savaient pas ce qui se passait dans le camp) et au contraire à charger les kapos, ce qu'il appelle la Häftlingsführung, et à systématiquement cataloguer les kapos comme des communistes (ce livre est essentiellement anticommuniste, en plein accord avec la ligne de la SFIO au début de la guerre froide). Un autre aspect important est de minimiser la différence entre les camps français (Gurs, etc.) et les camps allemands ; il rapporte que selon des déportés espagnols le camp de Buchenwald est mieux tenu sur le plan de l'hygiène que ne l'était celui de Gurs.

##### Quelques éléments
Dans un passage, il affirme avoir été roué de coups, juste pour être sorti des rangs par distraction, par un kapo qui lui est ensuite donné comme étant Ernst Thälmann, leader du KPD. Cette identification par un autre déporté était probablement une blague, car Thälmann a été amené à Buchenwald le 17 août 1944 et exécuté le 18, mais Rassinier ne le signale pas.
Ailleurs, il relate un appel dans le froid qui dure de 21 h à minuit, occasionnant évidemment la mort de plusieurs déportés : il met en cause, non pas le sadisme des SS (comme la plupart des autres déportés), mais « l'incompétence de la statistique », qui n'arrive pas à un comptage satisfaisant.
Tout en dénonçant les positions privilégiées des communistes dans le camp, il reconnaît qu'il a lui-même bénéficié d'une situation privilégiée par rapport à la plupart des déportés : il a fait de longs séjours à l'infirmerie et a été un moment le domestique du maître-chien (SS) du camp de Dora ; il présente ses contacts avec les SS durant cette période comme assez humains (apparemment, les subalternes qu'il côtoie sont issus de milieux sociaux très bas et l'admirent pour sa culture). Il emploie du reste les expressions « le havre de grâce » et « la belle vie ». Il explique pourquoi il a eu ces avantages, qui lui ont sauvé la vie après un passage où il explique le fonctionnement du pillage de colis des prisonniers :

« Le surlendemain, j’étais de nouveau appelé : j’avais trois colis cette fois. De l’un d’eux, il ne restait que l’étiquette, mais les deux autres étaient à peu près intacts : dans l’un, un énorme morceau de lard. »

### L'échec politique du retour à Belfort (1945-1946)
Après la libération de Dora, il est transféré dans un hôpital en Belgique, d'où son épouse le ramène à Belfort le 18 juin 1945. Il rentre très diminué physiquement, souffrant de graves problèmes rénaux qui handicapent toute activité et vont l'obliger à faire plusieurs séjours hospitaliers. Il n'est pas question qu'il reprenne son métier d'instituteur ; il est donc en congé médical de 1945 à 1950, date à laquelle il bénéficie d'une retraite anticipée pour invalidité. Malgré tout, en 1945-1946, il tente de revenir dans la vie politique à Belfort.
Il y retrouve son adversaire de 1936, Pierre Dreyfus-Schmidt, rentré à Belfort comme libérateur, membre de l'armée du général de Lattre, dès novembre 1944 et qui a retrouvé le poste de maire dont il avait été déchu par Vichy pour raisons raciales. En revanche, René Naegelen n'est pas là, s'étant installé à Paris.
En juillet 1945, Paul Rassinier relance, en son nom propre, la publication de La Quatrième République. Le 5 août 1945, la Fédération SFIO fait de lui son nouveau Secrétaire ; il est à la tête de la liste pour les élections municipales des 12 et 19 août. Les communistes étant dépourvus de leader local préfèrent passer accord avec les radicaux, entrant ainsi au conseil municipal et permettant la réélection de Pierre Dreyfus-Schmidt.
Le même accord intervient pour les élections à la première Assemblée constituante (octobre 1945) avec le même résultat.
En juin 1946, en revanche, pour les élections à la seconde Assemblée constituante, radicaux et communistes ne renouvellent pas l'accord. Paul Rassinier étant très affaibli physiquement, les socialistes font appel à René Naegelen, qui accepte la tête de liste, lui étant le second. En septembre, Naegelen ayant démissionné, il devient député de Belfort pour deux mois, de nouvelles élections devant avoir lieu en novembre, après le référendum sur la Constitution.
La campagne électorale pour ces élections de novembre 1946 est encore plus dure que les précédentes ; Pierre Dreyfus-Schmidt a lancé sa campagne dès juin 1946 sur le thème : « Naegelen a été vichyste et Rassinier est resté munichois », utilisant des extraits de leur production depuis la fin des années 1930, notamment l'article de Le Rouge et le Bleu. Dans son journal, Paul Rassinier réplique avec des arguments de plus en plus contestables, notamment début octobre : « Dreyfus continue coléreusement à tout vouloir […] Il y a des gens qui sont comme ça. Nés dans la "bedite gommerce", ils en ont conservé l'âpreté au gain et les autres habitudes dans la politique ». Cette expression antisémite traditionnelle provoque la démission de trois membres de la SFIO, qui se rallient au candidat radical, et que Rassinier va poursuivre de sa vindicte dans les numéros suivants. Le résultat du scrutin est clair : la SFIO est en recul par rapport à juin, et Pierre Dreyfus-Schmidt, de nouveau allié au PCF, retrouve le siège grâce à une alliance entre les radicaux et le Parti communiste.
Paul Rassinier est encore proposé par la SFIO pour le Conseil de la République, mais il part battu d'avance et l'est effectivement.
Il décide alors d'abandonner la vie politique et aussi de quitter Belfort, ce qu'il fait à la fin de l'année scolaire 1946-1947, sa femme étant toujours en poste.
Au moment de son départ, il adresse une lettre à Pierre Monatte, publiée dans La Révolution prolétarienne : « j'ai été ramassé en 1943 comme pacifiste et envoyé au camp… de Dora, où je suis resté deux ans… Condamné à l'inaction, je vais en profiter pour procéder pour moi-même à une révision des valeurs révolutionnaires et autres. Où ça me conduira, je n'en sais rien, mais, à l'occasion, je te ferai part de mes conclusions ».

### Une évolution idéologique (1947-1967)
Après Belfort, les Rassinier vivent successivement à Mâcon (Saône-et-Loire), puis à Nice (juillet 1956-juillet 1958), enfin à Asnières-sur-Seine.
L'activité de Paul Rassinier se limite désormais pour l'essentiel à l'écriture (articles, notamment économiques, sans cependant qu'il dispose d'un organe de presse où il ait une certaine maîtrise, mais aussi de livres), avec l'activité annexe des conférences, en France dans les années 1950 et en Allemagne au début des années 1960 ; il participe aussi à des réunions de groupes pacifistes, mais elles sont sans enjeu politique immédiat, ne relèvent plus du militantisme.
Son parcours idéologique dans le dernier tiers de sa vie peut être décrit comme une marche progressive de l'anarchisme et du pacifisme vers l'extrême droite et le négationnisme. Nadine Fresco, dans la biographie qu'elle lui a consacrée, considère qu'à partir de 1947, il devient « un plumitif de la dénonciation. Dénonciation du comportement des détenus communistes dans les camps allemands bientôt suivie par celle du complot juif international, responsable du déclenchement de la Seconde Guerre mondiale et artisan de l'escroquerie du prétendu génocide »[réf. nécessaire].

#### Les premiers ouvrages et l'exclusion de la SFIO (1948-1950)

##### Passage de la ligne(1949)
Cette carrière commence en 1949, lorsqu'il publie son premier livre, Le Passage de la ligne Du vrai à l'humain, dans lequel il récuse la résistance des communistes dans les camps, et les considère comme plus responsables des violences et des assassinats que les SS.
Cet ouvrage est d'abord bien reçu par la gauche (non communiste). Le Bulletin intérieur du Parti socialiste écrit :

« [Paul Rassinier s'est] attaché à démontrer […] que les horreurs dont [les camps] ont été le théâtre sont autant le fait des communistes que des SS. »

Il est recommandé aux fédérations par le Secrétariat central de la SFIO.

##### Le Mensonge d'Ulysse(1950)
Son deuxième ouvrage paraît en 1950, avec une préface d'Albert Paraz, écrivain « non conformiste » qui se consacre alors principalement à la réhabilitation de Céline et qui devient un collaborateur de l'hebdomadaire d'extrême droite Rivarol dès sa création en janvier 1951.
Fin 1950, Rassinier adresse son livre à Marceau Pivert (réintégré dans la SFIO après la guerre), qui le prend en pitié en raison de son état de santé, tout en émettant à la fois des compliments et des réserves sur l'ouvrage. Bien qu'il n'ait jamais été pivertiste (il avait comme tous les paul-fauristes approuvé son exclusion en 1938), Paul Rassinier peut publier un article dans Correspondance socialiste internationale.

##### L'affaire Rassinier-Paraz
La préface de Paraz, qui contient des attaques assez violentes contre les résistants (des « fripouilles, heureusement peu nombreuses ») et en particulier contre Edmond Michelet (Paraz écrit qu'avant son arrestation, il trafiquait avec l'armée allemande), est à l'origine d'un scandale politique, déclenché en novembre 1950 au cours du débat à l'Assemblée nationale (séance du 2 novembre) sur un projet de loi d'amnistie, par le député MRP Maurice Guérin ; celui-ci en vient (peut-être pour des raisons de tactique politicienne) à dénoncer le livre et la personne de Rassinier :

« [Rassinier fait partie] des responsables de la collaboration avec l'occupant et des apologistes de la trahison. »

Et, à propos du Mensonge d'Ulysse :

« Il paraît, mes chers collègues, qu'il n'y a jamais eu de chambres à gaz dans les camps de concentration […], voilà ce qu'on peut lire dans ce livre. »

Ces critiques sont d'ailleurs mal fondées, en ce qui concerne Rassinier : c'est dans la préface de Paraz qu'il y a des énoncés qui peuvent être perçus comme négationnistes (Paraz est un provocateur, qui écrit ou fait semblant d'écrire au second degré). Dans le Mensonge d'Ulysse, Rassinier écrit à propos des chambres à gaz « il y en eut, pas tant qu'on le croit. Des exterminations par ce moyen, il y en eut aussi, pas tant qu'on ne l'a dit ».

##### Les sanctions
En ce qui concerne la SFIO, le problème essentiel est la collaboration avec Paraz, traitée le 19 avril 1951 par la commission des conflits sur plainte d'Edmond Debeaumarché, compagnon de la Libération. Les attendus indiquent qu'en tant que membre de la SFIO, il ne devait pas accepter la préface hostile à la Résistance de Paraz et est donc exclu « quels que soient les sentiments de respect que puisse inspirer la personne de Rassinier, du fait de sa déportation ». Sa demande presque immédiate de réintégration est traitée par le Conseil national en décembre 1951 : sur les 105 fédérations, malgré le soutien de Marceau Pivert, 86 votent contre, 8 pour et 11 s'abstiennent. Daniel Mayer précise que les problèmes ne sont pas seulement dans la préface de Paraz, mais aussi dans ce qu'a écrit Rassinier. Par la suite, la Fédération de Saône-et-Loire envisage en 1955 de représenter une demande, mais le secrétaire général adjoint (Georges Brutelle) la décourage de le faire.
Parallèlement, lui et Albert Paraz sont l'objet de deux procédures judiciaires : une d'Edmond Michelet, pour diffamation, que celui-ci retirera en octobre 1951 ; et l'autre de la part des associations de déportés : celles-ci déboutées en première instance (avril 1951), l'emportent en appel (novembre 1951), mais la Cour de cassation annulera ce jugement en 1955.

##### Correspondance avec Merleau-Ponty
La parution en mars 1951 dans Les Temps modernes du témoignage de Miklos Nyiszli pousse Paul Rassinier à communiquer à la revue ses critiques. Il reçoit une réponse de Maurice Merleau-Ponty, qui lui explique pourquoi il ne publiera pas sa lettre, et une autre de Miklos Nyiszli, qui essaie (vainement) de mettre les choses au point.

#### Rassinier et les mouvements anarchiste et pacifiste (1950-1960)

##### À Mâcon (1947-1956)
Dès 1949, il publie des articles dans le journal de Louis Lecoin Défense de l'homme, ce qu'il fera jusqu'en 1959.
Peu après son exclusion de la SFIO, il prend contact avec La Voie de la paix (Émile Bauchet) dans laquelle il publie son premier article en septembre 1951, collaboration qu'il poursuivra jusqu'en 1964.
À Mâcon, il participe aux réunions d'un groupe pacifiste local Les Citoyens du Monde. Il est aussi en contact avec la Fédération anarchiste : il adhère en décembre 1953 à cette formation, issue d'une scission de 1951, dirigée par Maurice Joyeux.
Fin 1955, il publie dans Contre-courant (Louis Louvet), un autre organe de la mouvance anarchiste, une étude sur Le Parlement aux mains des banques, dans laquelle ses attaques contre les « banques juives » amènent Pierre Mendès France (président du Conseil de juin 1954 à février 1955) à lui écrire deux lettres.
À partir de 1955, il devient chroniqueur économique dans Le Monde libertaire, organe de la Fédération anarchiste.

##### À Nice (1956-1958)
Il s'intègre à un groupe local, le Cercle Élisée Reclus, et prend en mains son bulletin ronéoté, L'Ordre social, qu'il fait désormais imprimer.
En 1957, il commence à parcourir la France pour des tournées de conférence devant des publics de la mouvance anarchiste (de 1957 à 1959, il effectue six tournées).

##### À Asnières (1958-1967)
Il trouve là un groupe (une dizaine d'adhérents) de la Fédération anarchiste, incluant Maurice Laisant et Joe Lanen.
Il a donc une certaine réputation dans les sociétés anarchistes dont il critique toutefois l'inefficacité et la médiocrité. De l'autre côté, ses ambitions et son comportement sont critiqués parce qu'ils ne sont guère en accord avec l'esprit anarchiste. Dès le début de 1959, il met fin à sa collaboration au Monde libertaire à la suite d'un différend éditorial et typographique.
Un autre problème se pose en 1960, dont l'origine est un entrefilet publié dans L'Ordre social à propos d'un policier, le commissaire Ambrosi, accusé d'avoir touché de l'argent. Menacé d'un procès en diffamation et reconnaissant son erreur, Paul Rassinier sollicite l'aide d'autres anarchistes pour faire face aux frais du procès. En fin de compte, la plainte est levée. Il semble qu'il n'ait pas rendu l'argent qui lui avait été prêté, ce qui crée un certain malaise dans les milieux anarchistes.
Le second est l'affaire des conférences en Allemagne (1960), lié à l'évolution vers l'extrême droite de Rassinier.

#### Le rapprochement avec l'extrême droite

##### Les éditeurs de Paul Rassinier
Après Paraz, il va avoir des contacts avec Maurice Bardèche, qui fait la promotion de ses livres dans Défense de l'Occident. À partir de 1955, les livres de Rassinier sont édités par des éditeurs d’extrême droite (Nouvelles Éditions latines, Les Sept Couleurs, fondée par Bardèche, La Table ronde).
En 1960, il contribue sous le pseudonyme de Jean-Pierre Bermont au numéro spécial de Lectures françaises d'Henry Coston, Partis, journaux et hommes politiques d'hier et d'aujourd'hui. Coston l'édite l'année suivante.

##### Les conférences en Allemagne et en Autriche (1960-1961)
Au début des années 1960, Le Mensonge d'Ulysse est publié en Allemagne par l'ancien SS devenu militant néo-nazi Karl-Heinz Priester et Rassinier est invité à faire des conférences par un réseau de libraires allemands, qui est en réalité d'orientation néo-nazie.
Au printemps 1961, il donne plusieurs conférences en Autriche et, à cette occasion, rencontre le frère d'Adolf Eichmann (dont le procès à Jérusalem est imminent) ainsi que le néo-nazi Eberhard Fritsch.
Ces rencontres sont détectées par les ministères de l'Intérieur autrichien et allemand, qui décident d'interdire désormais à Rassinier l'accès de leurs territoires[réf. nécessaire].

##### Les articles dansRivarol
La dérive s'accentue lorsque, à la fin de 1963, il publie son premier article dans Rivarol, mais sous un pseudonyme, « Jean-Pierre Bermont ». Ce pseudonyme ne va fonctionner que quelques mois.

##### Le «procès d'Auschwitz» et le procès contre Bernard Lecache
En décembre 1963, commence à Francfort ce qui est appelé « procès d'Auschwitz », mettant en cause des éléments subalternes de la hiérarchie du camp. Rassinier veut assister à ce procès, mais est expulsé le 18 décembre pour appartenance à un « groupe international de tendance fasciste », énoncé qu'il qualifie d'« abominable calomnie »,.
En janvier, l'affaire est évoquée par l'organe de la LICA, Le Droit de vivre, qui à l'énoncé officiel ajoute (en intertitre) « Agent de l'internationale nazie » ; en mars, Paul Rassinier lance contre Bernard Lecache une procédure en diffamation, jugée en octobre 1964,.
La révélation, en pleine audience, de l'identité de Jean-Pierre Bermont et de Paul Rassinier, concernant notamment une interview du second par le premier, le discrédite moralement. Sur le fond, il est débouté. À cette occasion, la Fédération anarchiste rappelle qu'elle n'a plus rien à voir avec lui depuis trois ans.
Au cours de sa recherche sur Paul Rassinier, Nadine Fresco a obtenu de Maurice Bardèche la communication de sa correspondance avec Rassinier ; cette correspondance pour les années 1963-1964 révèle l'étendue des liens de Rassinier avec la mouvance néo-nazie allemande, et de plus atteste qu'il était en correspondance directe avec l'ancien adjoint de Goebbels, Johann von Leers, devenu, après un séjour en Argentine, « Omar Amin », responsable de la propagande « antisioniste » au Caire. Leur projet éditorial relatif au Drame des juifs européens prend fin en mars 1965, avec la mort de « Omar Amin von Leers » (comme il se présente dans cette correspondance).

##### Le procès de novembre 1965
Un article dans Rivarol, publié en mars 1964, est à l'origine d'une action en diffamation de la part de Marie-Claude Vaillant-Couturier et de Zysla Speter qu'il perd le 10 novembre 1965. En mars 1966, la cour d'appel alourdit la sentence, et Rassinier est condamné à quatre mois de prison avec sursis et cinq mille francs d'amende.
Rassinier était par ailleurs devenu membre de l'Association des amis de Robert Brasillach.

#### Le «cas Rassinier» (1960-1967)
Paul Rassinier devient un sujet de débats internes pour les organisations qui l'hébergent alors, la Fédération anarchiste et l'Union pacifiste de France.

##### À la Fédération anarchiste
Vers la fin de l'année 1960, la Fédération anarchiste est contactée par des anarchistes allemands de Hambourg qui demandent des explications sur les relations entre le conférencier négationniste et le militant anarchiste. Sollicité, Rassinier répond : 1) qu'il ne savait pas que Priester avait été nazi 2) que s'il l'avait su, cela ne l'aurait pas empêché de se faire éditer par lui.
Cela s'ajoute à la question des dettes non remboursées. Le « cas Rassinier » occupe une partie de la vie interne de la FA en 1961. Il est notamment envisagé de mettre en place un jury d'honneur, mais lorsqu'il est réuni, non sans difficultés, en décembre 1962, Rassinier ne se présente pas. Il semble que la Fédération anarchiste ne l'ait plus considéré comme fréquentable à partir de cette époque. En 1964, après le procès Lecache, un communiqué le désavoue sèchement. Cela semble refléter le point de vue de Maurice Laisant, alors que par exemple Maurice Joyeux lui conserve son estime : ce clivage fait l'objet d'un débat dans Le Monde libertaire en mai 1987, au moment du procès Barbie.

##### À l'Union pacifiste
En ce qui concerne l'UPF (proche de La Voie de la paix), il entre au Conseil d'administration en 1962. Le secrétaire de l'UPF, Jean Gauchon, est alerté par la parution dans Rivarol de l'interview de Paul Rassinier par Jean-Pierre Bermont, et, en approfondissant un peu, il est assez vite mis au courant de l'identité de l'interviewer et de l'interviewé. Malgré le soutien sans faille d'Émile Bauchet, à la fin de 1964, Rassinier est en voie d'être exclu de l'UPF, mais il préfère démissionner auparavant.

##### Le rapprochement avec l'Alliance ouvrière anarchiste (1965-1967)
À partir de 1965, Paul Rassinier se rapproche de cette organisation qui rassemble essentiellement le groupe de la revue L'Anarchie (Raymond Beaulaton), qui considère la FA comme tombée aux mains des francs-maçons, des militants de Saint-Étienne et le groupe de Noir et Rouge (Christian Lagant), dont un participant notable est, en 1965, Jean-Gabriel Cohn-Bendit).

#### L’hypothèse négationniste
Elle apparaît à l'examen des livres publiés sur le sujet des camps.

#### Autres livres de Paul Rassinier
Le Discours de la dernière chance (1953)
Il s'agit d'un recueil de ses articles économiques et sociaux des années précédentes, dans des revues pacifistes, avec ajout d'une introduction et d'une conclusion relevant d'une philosophie de l'histoire vue comme perpétuelle réitération de la guerre. L'ouvrage est édité au nom des éditions La Voie de la paix, mais Rassinier s'était adressé à des éditeurs plus traditionnels, notamment Gallimard, recevant un refus d'Albert Camus, qui le justifie en mettant en avant la préface de Paraz au Mensonge : « l'esprit libertaire ne peut se permettre la plus légère indulgence à l'égard de l'antisémitisme sans... commencer à s'avilir. »
Candasse (1955)
Cette fiction, dont le titre démarque Candide de Voltaire (mais dérive aussi explicitement du nom de la reine Candace, que ses parents ont donné à leur fils), est fondée sur la biographie de l'auteur, avec quelques distorsions. Par exemple, le père de Candasse est crédité de cinq années de prison pour antimilitarisme ; Candasse est bachelier (quoiqu'il méprise les diplômes) ; pendant l'Occupation de son pays, la « Franconie », par les troupes du « Führer » de Germanie, Candasse, résistant pacifiste, est condamné à mort par une autre organisation de résistance pour son refus de la violence et n'échappe que grâce à son arrestation par la police de l'occupant. Certains éléments sont parfois repris sans vérification comme des faits réels de la vie de Paul Rassinier.
Le Parlement aux mains des banques (1955), Preuves (1956), Épilogue (1957)
Cette étude est publiée dans trois numéros de la revue Contre-courant de l'anarchiste Louis Louvet. Elle est provoquée par le passage au pouvoir de Pierre Mendès France (juin 1954-février 1955) ; Paul Rassinier, entre autres, y présente les liens qui existeraient entre certains milieux d'affaires (notamment la banque Rothschild et la banque Gradis de Bordeaux) et Mendès France, par le biais par exemple de la famille de Jean-Jacques Servan-Schreiber, directeur de L'Express, qui est depuis 1953 une publication « mendésiste ». Il donne une vision complotiste de la vie politique, que Pierre Mendès France dément courtoisement dans deux lettres à Paul Rassinier.
Ulysse trahi par les siens (1961)
Au cours de sa tournée en Allemagne en 1960, Paul Rassinier s'est trouvé une fois en butte aux critiques directes d'un Allemand antinazi, Helmut Kistler qui met en évidence les lacunes de sa documentation (Rassinier n'a pas encore lu le livre de Léon Poliakov, etc.). En quelques mois, il essaie de combler ses lacunes et livre le résultat de son travail en 1961. L'ouvrage analyse les témoignages apparus depuis Le Mensonge d'Ulysse, ceux notamment de Miklos Nyiszli et de Rudolf Hoess. Le rapport Gerstein est cité une fois, mais de façon marginale.
Le Véritable Procès Eichmann (1962)
Six pages y sont consacrées au rapport Gerstein.
Le Drame des Juifs européens (1964)
Cinquante pages y sont consacrées au rapport Gerstein ; une centaine à une étude statistique de la population juive mondiale entre les années 1930 et la fin des années 1940.
L'Opération « Vicaire » (1965)
Cet ouvrage est une réponse à la pièce de théâtre de Rolf Hochhuth, Le Vicaire (1961), publiée en France en 1964, en même temps que d'autres livres sur cette affaire (de Jacques Nobécourt et Saul Friedlander). Paul Rassinier prend la défense de Pie XII, accusé de n'avoir rien fait pour aider les Juifs d'Europe occupée à l'époque des déportations. Il voit dans Le Vicaire une opération politique destinée à déstabiliser l'Europe de l'Ouest. Il soutient qu'en Allemagne l'opposition à Hitler avait été plus importante chez les catholiques que chez les protestants, rappelle les condamnations portées par la papauté contre le nazisme avant la guerre et l'aide que l'Église, y compris le Saint-Siège, a apportée plus d'une fois à des Juifs pendant la guerre.
Les Responsables de la Seconde Guerre mondiale (1967)
Ce livre tend à établir la responsabilité des Juifs dans le déclenchement de la guerre, notamment l'entourage de Léon Blum, celui de Churchill, les conseillers juifs de Roosevelt et encore plus ceux d'Eleanor Roosevelt. Une négociation fructueuse avec Hitler était possible le 3 septembre 1939, mais les Juifs le considéraient comme leur ennemi et ont tout fait pour entraîner le monde dans leur guerre.
Il meurt quelques semaines après la publication de ce livre ; il a alors en préparation plusieurs ouvrages, dont une Histoire de l'État d'Israël.

### Éloges funèbres et nécrologies (1967)
Paul Rassinier meurt le 28 juillet 1967 d'une congestion cérébrale. Sa famille décide de le faire inhumer à Bermont. Il va de ce fait bénéficier de deux éloges funèbres : par Maurice Bardèche, à Asnières, à la levée du corps ; par Alfred Tschann à Bermont.
À Asnières, Maurice Bardèche parle au nom des amis parisiens de Paul Rassinier : Pierre Sidos, Gilberte et Henry Coston et quelques autres. La nécrologie qu'il publie ensuite dans Défense de l'Occident indique que « dans une génération qui a si souvent capitulé devant la propagande et le conformisme, il a donné un exemple saisissant de probité intellectuelle. »

Alfred Tschann, secrétaire départemental de la CGT-FO du Territoire de Belfort, ami de Rassinier depuis les années 1930, lit un texte écrit par Émile Bauchet : 

« Rassinier fut... un homme de vérité pourchassant le mensonge et l'erreur partout où il les rencontrait... Cette attitude courageuse lui valut de venimeuses attaques de la part d'adversaires qui ne reculèrent devant... aucune calomnie... Son œuvre d'historien se chargera de confondre ceux qui l'accusèrent odieusement d'être un "agent de l'internationale nazie". »

Un peu plus tard La Voie de la paix publie une nécrologie de Pierre Fontaine : 

« Sa disparition me peine énormément ; je sais que d'autres — des sectaires — s'en réjouiront. / Rassinier était un homme de sincérité absolue. Pacifiste intégral, on peut peut-être (au nom du pacifisme) lui faire grief d'être un des créateurs du mouvement de résistance "Libération-Nord" avec Georges Bidault. »

Fontaine reprend ici une assertion de Rassinier, sans vérifier le parcours de Georges Bidault, qui se trouvait à Lyon, en zone Sud; et a été membre du mouvement Combat.
La nécrologie parue dans Défense de l'homme est assez courte et marque quelques réserves : « En désaccord avec nous sur quelques points… il avait cessé depuis longtemps de collaborer à la revue » ; mais évoque ensuite « les « ligueurs professionnels » qui l'accusaient imbécilement d'appartenir à une imaginaire « internationale nazie ». »

## L'écrivain négationniste
L'importance du rôle de Rassinier dans l'histoire du négationnisme tient au fait que, selon la formule de l'historien Pierre Vidal-Naquet, le « pont entre l'extrême droite et l'ultra-gauche » est consacré depuis le début des années 1960 lorsque Maurice Bardèche est devenu l'éditeur de Paul Rassinier. Rassinier est en outre le deuxième personnage à avoir structuré le discours négationniste en France après Maurice Bardèche.
Il eut donc une grande influence dans le développement du négationnisme en France, ce qui se traduisit par la reprise de certaines de ses inventions censées réfuter la réalité du génocide des Juifs. Il est ainsi l'un des premiers à soutenir que les Juifs auraient inventé la Shoah pour l'argent. Afin d'illustrer cette affirmation, il soutient à plusieurs reprises, dans Le Drame des Juifs européens (1964), que l'Allemagne aurait versé à Israël des indemnités d'un montant calculé sur la base du nombre de Juifs exterminés, nombre gonflé en conséquence selon Rassinier. En réalité, le calcul fut établi, à l'exact inverse de ce que Rassinier prétend, sur la base du nombre de survivants s'installant en Israël.

## Témoignages
À sa mort, Rassinier est encensé par l'extrême droite, en particulier par Maurice Bardèche qui écrit sa nécrologie et loue « l'honnêteté et le sens de la vérité » qu'il voit en Rassinier, qualités qui seront réaffirmées plus tard par Robert Faurisson. À gauche et dans les milieux anarchistes, les avis sont partagés. Émile Bauchet écrit l'éloge funèbre, prononcé en présence du futur secrétaire général de la CGT-Force ouvrière André Bergeron[réf. nécessaire], par le président de l'union départementale du syndicat Force ouvrière, Alfred Tschann, et souligne la « droiture et l'intégrité » de Rassinier.
Guy Bourgeois, cité par Igounet, brosse un portrait différent sur sa personnalité :

« Un jour, animant à l'époque le groupe libertaire de Mâcon, je rencontrai Rassinier dans la rue […]. Il me demanda si j'avais lu le dernier numéro de Défense de l'homme. Comme je répondais évasivement, il me dit qu'il y était publié un article de lui absolument remarquable. Je crus qu'il plaisantait. Eh bien, il ne plaisantait pas ! Rassinier était un militant honnête et dévoué. C'était aussi un mégalomane et un mythomane. Il avait le complexe de beaucoup de déportés, tel qu'il le décrit. Il lui fallait à tout prix se faire remarquer. Il fallait que l'on parle de lui. Il se croyait un stratège politique et il n'a fait que profiter à l'extrême droite. Triste fin. »

## Publications
- Passage de la ligne : du vrai à l'humain, éditions Bressanes, 1949.
- Le Mensonge d'Ulysse, 1950, plusieurs éditions (l'édition de La Librairie française de 1961 porte la mention " 5e édition " ; dernière édition : Éd. Ulysse, 1998).
- Le Discours de la dernière chance, Essai d'introduction à une doctrine de la paix, Bourg-en-Bresse, La Voie de la Paix, 1953
- Candasse, ou le Huitième péché capital, histoire d’outre-temps, ill. Pierre Allinéi, Blainville-sur-mer, Amitié par le livre, 1955
- Le Parlement aux mains des banques, 1955
- L'Equivoque Révolutionnaire : essai, Golfe-Juan : Défense de l’homme, 1961
- Ulysse trahi par les siens, La Librairie française, 1961.
- Le véritable procès Eichmann ou les vainqueurs incorrigibles, Les Sept Couleurs, 1962.
- Le Drame des juifs européens, éd. Les Sept Couleurs, 1964
- L'opération Vicaire, La Table ronde, 1965.
- Les Responsables de la Seconde Guerre mondiale, Nouvelles Éditions latines, 1967.